# ワイオミング・カウボーイズ&カウガールズ

ワイオミング・カラーのMWのロゴ

ワイオミング・カウボーイズ（英: Wyoming Cowboys）および ワイオミング・カウガールズ（英: Wyoming Cowgirls）は、アメリカ合衆国のワイオミング大学のスポーツ競技チーム。NCAAディビジョンI所属。

## 競技チーム
| 男子スポーツ                            | 女子スポーツ     |
| --------------------------------------- | ---------------- |
| バスケットボール                        | バスケットボール |
| クロスカントリー                        | クロスカントリー |
| フットボール                            | ゴルフ           |
| ゴルフ                                  | サッカー         |
| 水泳・飛込                              | 水泳・飛込       |
| 陸上†                                   | テニス           |
| レスリング                              | 陸上†            |
|                                         | バレーボール     |
| †屋外競技チームと室内競技チームがある。 |                  |